# Svante Båth
Curt Svante Båth, född 19 juli 1964 i Sundsvall i Västernorrlands län, är en svensk travtränare. Han är verksam vid Solvalla (tidigare Bergsåker) och har ca 200 hästar (2019) i sin träning.
Han är särskilt känd för att träna fram framgångsrika unghästar. Han har tränat hästar som Everest Ås, Express Lavec, Kung Lavec, Luxury Ås, Malabar Circle Ås, Quid Pro Quo, Poochai, Conlight Ås, Deimos Racing, Coin Perdu, Global Welcome, Attraversiamo och Very Kronos.
Han meddelade i oktober 2023 att han kommer avsluta sin karriär som travtränare på grund av höftproblem.

## Karriär
Båth växte upp 200 meter från Bergsåkers travbana och hade tidigt under barndomen intresse för travsport. Han tog sin första seger som kusk 1982, då han körde hästen Lemo Dart. Tillsammans med Ulf Ohlsson öppnade han ett stall 1988. Under början av 1990-talet var Båth verksam i Irland. Han åkte dit för att lära sig mer om särskilt unghästar och tränade där bland andra Mr Lavec (som 1994 vann Svenskt Trav-Kriterium i annan regi). Han återvände till Sverige 1995 och startade egen tränarverksamhet under hösten 1995. Han tog sin första tränarseger samma år, med hästen Maxi Broken Hart.
År 2009 passerade han 1000 tränarsegrar. Han tog sin 2000:e tränarseger den 30 juni 2018 när Attraversiamo vann långa E3-finalen på Färjestadstravet. Detta var även Båths 12:e tränarseger i en E3-final. Han tog sin 13:e seger i en E3-final året därpå med stoet No Matter, och har på grund av sina många segrar börjat gå under smeknamet "E3-kungen".
Den 17 september 2017 på Solvalla kvalade han in totalt fem hästar (Very Kronos, Coin Perdu, Global Unspoked, Global Un Poco, Capitol Hill) till finalen av Svenskt Trav-Kriterium. Han blev därmed historisk som den första tränaren någonsin att ha med fler än fyra hästar i finalen. I finalen tillhörde Very Kronos och Coin Perdu, vid sidan om Timo Nurmos-tränade Villiam, loppets förhandsfavoriter. Very Kronos startgalopperade och blev oplacerad. Coin Perdu kom tvåa bakom vinnande Villiam.

## Segrar i större lopp

### Grupp 1-lopp
| År   | Lopp                                       | Häst              | Kusk             |
| ---- | ------------------------------------------ | ----------------- | ---------------- |
| 2001 | E3-final (korta), hingstar/valacker        | Staro Showbiz     | Torbjörn Jansson |
| 2002 | E3-final (långa), hingstar/valacker        | Malabar Circle Ås | Torbjörn Jansson |
| 2002 | E3-final (korta), hingstar/valacker        | Malabar Circle Ås | Torbjörn Jansson |
| 2002 | Svenskt Travkriterium                      | Malabar Circle Ås | Torbjörn Jansson |
| 2002 | Svensk Uppfödningslöpning                  | Luxury Ås         | Lars Lindberg    |
| 2003 | E3-final (korta), hingstar/valacker        | Luxury Ås         | Lars Lindberg    |
| 2003 | Svensk Uppfödningslöpning                  | Even Who          | Björn Goop       |
| 2004 | E3-final (långa), hingstar/valacker        | Everest Ås        | Lars Lindberg    |
| 2005 | E3-final (långa), hingstar/valacker        | Kung Lavec        | Lars Lindberg    |
| 2005 | E3-final (korta), hingstar/valacker        | Kung Lavec        | Lars Lindberg    |
| 2005 | Breeders' Crown, 3-åriga hingstar/valacker | Kung Lavec        | Lars Lindberg    |
| 2011 | E3-final (korta), hingstar/valacker        | Labero Broline    | Ulf Ohlsson      |
| 2012 | Stochampionatet                            | Drillbit Ås       | Åke Svanstedt    |
| 2012 | Gran Premio Orsi Mangelli                  | Quid Pro Quo      | Erik Adielsson   |
| 2013 | Sprintermästaren                           | Quid Pro Quo      | Ulf Ohlsson      |
| 2014 | Konung Gustaf V:s Pokal                    | Poochai           | Erik Adielsson   |
| 2014 | Sundsvall Open Trot                        | Quid Pro Quo      | Erik Adielsson   |
| 2014 | Svenskt Travderby                          | Poochai           | Örjan Kihlström  |
| 2015 | Svenskt Travderby                          | Conlight Ås       | Erik Adielsson   |
| 2016 | Breeders' Crown, 3-åriga ston              | Rhyme Broline     | Erik Adielsson   |
| 2016 | Svenskt Travkriterium                      | Deimos Racing     | Erik Adielsson   |
| 2016 | Svensk Uppfödningslöpning                  | Coin Perdu        | Erik Adielsson   |
| 2017 | E3-final (långa), hingstar/valacker        | Coin Perdu        | Erik Adielsson   |
| 2017 | E3-final (korta), ston                     | Calamara's Girl   | Erik Adielsson   |
| 2017 | E3-final (korta), hingstar/valacker        | Capitol Hill      | Ulf Ohlsson      |
| 2017 | Svensk Uppfödningslöpning                  | Global Welcome    | Erik Adielsson   |
| 2018 | E3-final (långa), hingstar/valacker        | Attraversiamo     | Erik Adielsson   |
| 2018 | E3-final (korta), ston                     | No Matter         | Erik Adielsson   |
| 2018 | Breeders' Crown, 3-åriga hingstar/valacker | Global Welcome    | Erik Adielsson   |
| 2018 | Svensk Uppfödningslöpning                  | Bythebook         | Örjan Kihlström  |
| 2019 | Svenskt Travderby                          | Attraversiamo     | Erik Adielsson   |
| 2020 | E3-final (långa), ston                     | Barbro Kronos     | Erik Adielsson   |
| 2021 | Sundsvall Open Trot                        | Very Kronos       | Erik Adielsson   |

### Grupp 2-lopp
| År   | Lopp                             | Häst              | Kusk             |
| ---- | -------------------------------- | ----------------- | ---------------- |
| 2000 | Svenskt Mästerskap               | Maxi Ferrari      | Torbjörn Jansson |
| 2004 | Prix de Roederer                 | Malabar Circle Ås | Torbjörn Jansson |
| 2004 | Habibs Minneslopp                | Västerbo Jetlag   | Torbjörn Jansson |
| 2005 | Grote Prijs der Giganten         | Malabar Circle Ås | Torbjörn Jansson |
| 2007 | Norrlands Grand Prix             | Loy Lavec         | Ulf Ohlsson      |
| 2011 | Treåringseliten                  | Go Green Pellini  | Ulf Ohlsson      |
| 2017 | Treåringseliten                  | Global Un Poco    | Erik Adielsson   |
| 2017 | Gulddivisionens final, okt       | Poochai           | Erik Adielsson   |
| 2017 | E3-revanschen, hingstar/valacker | Coin Perdu        | Erik Adielsson   |
| 2018 | Eskilstuna Fyraåringstest        | Very Kronos       | Erik Adielsson   |
| 2018 | Svampen Örebro                   | Global Adventure  | Erik Adielsson   |
| 2019 | Norrlands Grand Prix             | Attraversiamo     | Erik Adielsson   |
| 2020 | Svenskt Mästerskap               | Very Kronos       | Erik Adielsson   |
| 2020 | Gulddivisionens final, nov       | Very Kronos       | Erik Adielsson   |

### Övriga
| År   | Lopp                                  | Häst              | Kusk               |
| ---- | ------------------------------------- | ----------------- | ------------------ |
| 1996 | Bronsdivisionens final, juni          | Bo Willing        | Lars Lindberg      |
| 2001 | Silverdivisionens final, sept         | Jizo Frö          | Torbjörn Jansson   |
| 2009 | Klass I-final, april                  | Leonas Yeti       | Erik Adielsson     |
| 2010 | Vinterfavoriten                       | Go Green Pellini  | Ulf Ohlsson        |
| 2011 | Klass I-final, april                  | Campbell Ås       | Erik Adielsson     |
| 2012 | Vinterfavoriten                       | Västerbo Loveboat | Erik Adielsson     |
| 2013 | Big Noon-pokalen                      | Poochai           | Erik Adielsson     |
| 2014 | Bronsdivisionens final, feb           | Rico Follo        | Erik Adielsson     |
| 2014 | Klass I-final, maj                    | Västerbo Fantast  | Erik Adielsson     |
| 2014 | Åby Stora Pris, Heat A                | Quid Pro Quo      | Erik Adielsson     |
| 2014 | Klass II-final, nov                   | Rolex             | Erik Adielsson     |
| 2014 | Breeders' Crown för 2-åriga           | Facile Boko       | Erik Adielsson     |
| 2015 | Breeders' Crown för 2-åriga           | Chocolate Gold    | Erik Adielsson     |
| 2016 | Breeders' Crown för 2-åriga           | Global Un Poco    | Per Linderoth      |
| 2016 | Breeders' Crown för 2-åriga           | Coin Perdu        | Erik Adielsson     |
| 2016 | Bronsdivisionens final, sept          | Le Miracle        | Erik Adielsson     |
| 2016 | Vinterfavoriten                       | Staro Lochlyn     | Erik Adielsson     |
| 2017 | Margaretas Tidiga Unghästserie, feb   | Global Un Poco    | Erik Adielsson     |
| 2017 | Margaretas Tidiga Unghästserie, april | Global Un Poco    | Erik Adielsson     |
| 2017 | Breeders' Crown för 2-åriga           | Global Welcome    | Örjan Kihlström    |
| 2017 | Breeders' Crown för 2-åriga           | No Matter         | Johan Untersteiner |
| 2017 | Vinterfavoriten                       | Global Withdrawl  | Erik Adielsson     |
| 2018 | Margaretas Tidiga Unghästserie, jan   | Global Withdrawl  | Erik Adielsson     |
| 2018 | Margaretas Tidiga Unghästserie, maj   | Attraversiamo     | Erik Adielsson     |
| 2018 | Breeders' Crown för 2-åriga           | Global Adventure  | Erik Adielsson     |
| 2019 | Prix Readly Express                   | Attraversiamo     | Erik Adielsson     |
| 2019 | Silverdivisionens final, dec          | Esprit Sisu       | Erik Adielsson     |